# Dipoena sedilloti
Dipoena sedilloti là một loài nhện trong họ Theridiidae.
Loài này thuộc chi Dipoena. Dipoena sedilloti được Eugène Simon miêu tả năm 1885.